# ニコロス・ツキティシュビリ
ニコロス・ツキティシュビリ（グルジア語: ნიკოლოზ ცქიტიშვილი、英語: Nikoloz Tskitishvili、1983年4月14日 - ）は、ジョージアのプロバスケットボール選手。ソビエト連邦グルジアSSRトビリシ出身。ポジションはパワーフォワード/センター。213cm、111kg。

## 来歴
1997年にジョージアのプロリーグでデビューし、国際的には、2002年からイタリアセリエAのパラカネストロ・トレヴィーゾでプロのキャリアをスタートさせ、NBAでは、2002年のNBAドラフトでデンバー・ナゲッツに指名され、2002年から2006年までデンバー・ナゲッツ、ゴールデンステート・ウォリアーズ、ミネソタ・ティンバーウルブズ、フェニックス・サンズで4シーズンのプレー経験がある。その後、ユーロリーグ、中東リーグのチームを渡り歩き、2015年9月25日、ロサンゼルス・クリッパーズと契約を結び9年ぶりのNBA復帰となったが、トレーニングキャンプ中の10月3日にウェイブされた。
2015年10月11日に、中国プロバスケットボールリーグ(CBA)福建スタージョンズと契約した が、すぐに退団。11月11日、リンク栃木ブレックスと契約 したが、12月25日に退団した。

## NBA個人成績

### レギュラーシーズン
| シーズン | チーム                           | GP  | GS | MPG  | FG%  | 3P%  | FT%  | RPG | APG | SPG | BPG | PPG |
| -------- | -------------------------------- | --- | -- | ---- | ---- | ---- | ---- | --- | --- | --- | --- | --- |
| 2002–03  | デンバー・ナゲッツ               | 81  | 16 | 16.3 | .293 | .243 | .738 | 2.2 | 1.1 | 0.4 | 0.4 | 3.9 |
| 2003–04  | デンバー・ナゲッツ               | 39  | 0  | 7.9  | .328 | .273 | .793 | 1.6 | 0.3 | 0.2 | 0.2 | 2.7 |
| 2004–05  | デンバー・ナゲッツ               | 23  | 0  | 6.9  | .294 | .000 | .571 | 1.3 | 0.2 | 0.3 | 0.3 | 1.5 |
| 2004–05  | ゴールデンステート・ウォリアーズ | 12  | 0  | 5.2  | .304 | .200 | .000 | 1.0 | 0.5 | 0.0 | 0.3 | 1.3 |
| 2005–06  | ミネソタ・ティンバーウルブズ     | 5   | 0  | 2.6  | .250 | .000 | .500 | 0.4 | 0.0 | 0.0 | 0.0 | 0.6 |
| 2005–06  | フェニックス・サンズ             | 12  | 0  | 7.2  | .364 | .333 | .667 | 1.7 | 0.3 | 0.1 | 0.2 | 2.8 |
| Career   |                                  | 172 | 16 | 11.3 | .304 | .235 | .730 | 1.8 | 0.7 | 0.3 | 0.2 | 2.9 |